# Лынга (река)
Лынга — река в России, протекает по Якшур-Бодьинскому и Игринскому районам Удмуртии. Устье реки находится в 101 км по правому берегу реки Лоза. Длина реки составляет 25 км, площадь бассейна 107 км². В верховьях также именуется Прыч.
Исток реки находится севернее деревни Богородское в 18 км к северо-западу от центра села Якшур-Бодья. Верхнее и среднее течение проходит по Якшур-Бодьинскому району, нижнее по Игринскому. В верхнем течении генеральное направление течения — север, затем река поворачивает на восток и снова на север. Русло сильно извилистое. Протекает село Лынга, впадает в Лозу выше села Лоза.

## Данные водного реестра
По данным государственного водного реестра России относится к Камскому бассейновому округу, водохозяйственный участок реки — Чепца от истока до устья, речной подбассейн реки Вятка. Речной бассейн реки — Кама.
Код объекта в государственном водном реестре — 10010300112111100032639.